# Shu-Sîn
Shu-Sîn est le quatrième roi de la Troisième dynastie d'Ur. Il a régné 9 années, de 2037 à 2029 selon la chronologie moyenne et de 1974 à 1962 av. J.-C. selon la chronologie basse. Il succède à son frère ou père Amar-Sîn, qui avait lui-même pris le pouvoir après le long et glorieux règne de Shulgi (qui est peut-être le père de Shu-Sîn). Si Shu-Sîn réussit à maintenir son héritage, son règne voit les premiers signes de fébrilité de l'empire d'Ur.
Comme ses prédécesseurs, Shu-Sîn combat dans les régions frontalières de l'empire pour maintenir sa souveraineté : il défait Simanum au nord puis Zabshali, puissance montante de l'est du Plateau iranien. Comme son père, il semble avoir marié une de ses filles au roi élamite d'Anshan, sans doute pour consolider ses positions dans cette région turbulente. La volonté de maintenir le contrôle sur les provinces septentrionales et orientales de l'empire le poussent à renforcer le pouvoir des gouverneurs militaires (šakkanakkum) de celles-ci, initiant ainsi un processus d'émergence de force centrifuges. Le cas le mieux connu est celui d'Arad-Nanna, qui bénéficie manifestement de la faveur royale et acquiert un grand pouvoir, cumulant les fonctions de grand vizir du royaume, gouverneur de la riche province de Lagash et gouverneur de plusieurs provinces militaires périphériques.
Shu-Sîn doit faire face aux infiltrations de tribus amorrites qui sont de plus en plus une menace pour le cœur de son royaume. Face à cela, il fait construire une muraille complétant le système défensif mis en place par son père dans la région entre l'Euphrate et la basse Diyala. Mais les signes de déclin de la puissance d'Ur sont perceptibles, notamment le fait que le tribut versé par les provinces périphériques (GUN.MADA) soit moins attesté que précédemment.
Dans le cœur de son empire, le pays de Sumer, Shu-Sîn fait des offrandes aux sanctuaires des grands dieux et restaure des temples. Plusieurs hymnes ont été consacrés à ses réalisations cultuelles, notamment certains poèmes teintés d'érotisme liés au rituel du Mariage sacré.
Son fils Ibbi-Sîn lui succède.